# Шабанов Алі Шабанович
Шабанов Алі Шабанович (біл. Алі Шабанаў, рос. Шабанов Али Шабанович; нар. 25 серпня 1989, Махачкала, Дагестан, РРФСР) — білоруський борець вільного стилю, дагестанського походження чотириворазовий бронзовий призер чемпіонатів світу, бронзовий призер чемпіонату Європи, срібний призер Олімпійських ігор, учасник Європейських ігор. Майстер спорту Білорусі міжнародного класу з вільної боротьби.

## Життєпис
Народився в Махачкалі (за іншими даними — в Кизилюрті). Боротьбою займається з 2001 року. Вихованець спортшколи імені Г. Гамідова, місто Махачкала. Тренери: Анвар Магомедгаджієв, Валентин Мурзинков.

## Спортивні результати на міжнародних змаганнях

### Виступи на Олімпіадах
| Змагання                    | Збірна   | Вагова категорія          | Місце |
| --------------------------- | -------- | ------------------------- | ----- |
| Літні Олімпійські ігри 2012 | Білорусь | вільна боротьба, до 66 кг | 10    |

### Виступи на Чемпіонатах світу
| Змагання                        | Збірна   | Вагова категорія          | Місце  |
| ------------------------------- | -------- | ------------------------- | ------ |
| Чемпіонат світу з боротьби 2011 | Білорусь | вільна боротьба, до 66 кг | 12     |
| Чемпіонат світу з боротьби 2013 | Білорусь | вільна боротьба, до 74 кг | Бронза |
| Чемпіонат світу з боротьби 2014 | Білорусь | вільна боротьба, до 70 кг | Бронза |
| Чемпіонат світу з боротьби 2015 | Білорусь | вільна боротьба, до 74 кг | 19     |
| Чемпіонат світу з боротьби 2017 | Білорусь | вільна боротьба, до 74 кг | Бронза |
| Чемпіонат світу з боротьби 2018 | Білорусь | вільна боротьба, до 79 кг | Бронза |
| Чемпіонат світу з боротьби 2019 | Білорусь | вільна боротьба, до 86 кг | 35     |

### Виступи на Чемпіонатах Європи
| Змагання                         | Збірна   | Вагова категорія          | Місце  |
| -------------------------------- | -------- | ------------------------- | ------ |
| Чемпіонат Європи з боротьби 2011 | Білорусь | вільна боротьба, до 66 кг | 5      |
| Чемпіонат Європи з боротьби 2013 | Білорусь | вільна боротьба, до 74 кг | 9      |
| Чемпіонат Європи з боротьби 2014 | Білорусь | вільна боротьба, до 74 кг | 5      |
| Чемпіонат Європи з боротьби 2016 | Білорусь | вільна боротьба, до 74 кг | 17     |
| Чемпіонат Європи з боротьби 2017 | Білорусь | вільна боротьба, до 74 кг | 11     |
| Чемпіонат Європи з боротьби 2018 | Білорусь | вільна боротьба, до 79 кг | 10     |
| Чемпіонат Європи з боротьби 2019 | Білорусь | вільна боротьба, до 86 кг | Бронза |

### Виступи на Європейських іграх
| Змагання              | Збірна   | Вагова категорія          | Місце  |
| --------------------- | -------- | ------------------------- | ------ |
| Європейські ігри 2015 | Білорусь | вільна боротьба, до 74 кг | 5      |
| Європейські ігри 2019 | Білорусь | вільна боротьба, до 86 кг | Срібло |

### Виступи на Кубках світу
| Змагання                    | Збірна   | Вагова категорія          | Місце |
| --------------------------- | -------- | ------------------------- | ----- |
| Кубок світу з боротьби 2013 | Білорусь | вільна боротьба, до 74 кг | 6     |
| Кубок світу з боротьби 2015 | Білорусь | вільна боротьба, до 74 кг | 5     |

### Виступи на інших змаганнях
| Змагання                                                    | Збірна   | Вагова категорія          | Місце  |
| ----------------------------------------------------------- | -------- | ------------------------- | ------ |
| Турнір Олександра Медведя 2011                              | Білорусь | вільна боротьба, до 66 кг | Золото |
| Турнір Алі Алієва 2011                                      | Білорусь | вільна боротьба, до 66 кг | 7      |
| Олімпійський кваліфікаційний турнір з боротьби 2012 (Софія) | Білорусь | вільна боротьба, до 66 кг | Золото |
| Гран-прі Іспанії з боротьби 2012                            | Білорусь | вільна боротьба, до 74 кг | 10     |
| Вогні Москви 2012                                           | Білорусь | вільна боротьба, до 74 кг | 6      |
| Гран-прі «Іван Яригін» 2013                                 | Білорусь | вільна боротьба, до 74 кг | 5      |
| Турнір Алі Алієва 2013                                      | Білорусь | вільна боротьба, до 74 кг | Срібло |
| Золотий Гран-прі з боротьби 2013 (Баку)                     | Білорусь | вільна боротьба, до 74 кг | 12     |
| Турнір Олександра Медведя 2014                              | Білорусь | вільна боротьба, до 74 кг | Золото |
| Гран-прі «Іван Яригін» 2015                                 | Білорусь | вільна боротьба, до 86 кг | 8      |
| Турнір Олександра Медведя 2015                              | Білорусь | вільна боротьба, до 74 кг | Бронза |
| Кубок Алроси 2015                                           | Білорусь | вільна боротьба, до 74 кг | 4      |
| Гран-прі Парижа з боротьби 2016                             | Білорусь | вільна боротьба, до 74 кг | Золото |
| Турнір Олександра Медведя 2016                              | Білорусь | вільна боротьба, до 74 кг | 26     |
| Меморіал Вацлава Циолковського 2017                         | Білорусь | вільна боротьба, до 74 кг | Золото |
| Міжнародний турнір Дінмухамеда Кунаєва 2017                 | Білорусь | вільна боротьба, до 86 кг | Бронза |
| Турнір Олександра Медведя 2018                              | Білорусь | вільна боротьба, до 79 кг | 13     |
| Pro Wrestling League 2019                                   | Білорусь | команда                   | Золото |
| Турнір Дана Колова — Николи Петрова 2019                    | Білорусь | вільна боротьба, до 86 кг | Срібло |